# Sigmundur Davíð Gunnlaugsson
Sigmundur Davíð Gunnlaugsson (ur. 12 marca 1975 w Reykjavíku) – islandzki polityk i dziennikarz, przewodniczący Partii Postępu w latach 2009–2016, parlamentarzysta, od 2013 do 2016 premier Islandii.

## Życiorys
Syn Gunnlaugura M. Sigmundssona i Sigríð Sigurbjörnsdóttir. Absolwent Menntaskólinn í Reykjavík z 1995. Kształcił się następnie na Uniwersytecie Oksfordzkim, uniwersytecie ekonomicznym w Moskwie i Uniwersytecie Kopenhaskim. W latach 2000–2007 pracował jako dziennikarz i prezenter w publicznej telewizji Ríkisútvarpið.
18 stycznia 2009 na kongresie Partii Postępu został wybrany na jej nowego przewodniczącego. W tym samym roku uzyskał po raz pierwszy mandat posła do Althingu, który utrzymywał w wyborach w 2013 i 2016.
W kwietniu 2013, po dobrym wyniku wyborczym postępowców, otrzymał misję stworzenia nowego rządu. 23 maja 2013 objął urząd premiera, stając na czele koalicyjnego gabinetu z udziałem Partii Niepodległości.
5 kwietnia 2016 złożył dymisję z zajmowanego stanowiska. Doszło do niej na skutek afery Panama Papers; z ujawnionych dokumentów wynikało, że polityk wraz z żoną inwestowali w tzw. rajach podatkowych. Upublicznienie tej informacji doprowadziło do masowych protestów z żądaniem dymisji. Dwa dni później nowym premierem został Sigurður Ingi Jóhannsson, z którym Sigmundur Davíð Gunnlaugsson 2 października tegoż roku przegrał wybory na przewodniczącego partii.
We wrześniu 2017 ogłosił powołanie nowej formacji pod nazwą Partia Centrum. Ugrupowanie to w kolejnym miesiącu przekroczyło próg wyborczy w przedterminowych wyborach, a jego lider utrzymał mandat poselski na kolejną kadencję. Również w 2021 i 2024 z powodzeniem ubiegał się o poselską reelekcję.

## Odznaczenia
- Krzyż Wielki Orderu Sokoła Islandzkiego (Islandia, 2014)[13]